# Vieux-Manoir
Vieux-Manoir är en kommun i departementet Seine-Maritime i regionen Normandie i norra Frankrike. Kommunen ligger i kantonen Buchy som tillhör arrondissementet Rouen. År 2022 hade Vieux-Manoir 770 invånare.

## Befolkningsutveckling
Antalet invånare i kommunen Vieux-Manoir
| Referens: INSEE |